# Pizza Hut
Pizza Hut és una franquícia de restaurants de menjar ràpid, especialitzada en l'elaboració de pizzes a l'estil nord-americà. Amb més de 34.000 restaurants en 100 països, és la cadena de pizzeries més gran del món.

## Història

Països que tenen Pizza Hut.

Pizza Hut va ser fundada el 1958 per dos germans i estudiants universitaris, Dan i Frank Carney, que van obrir una pizzeria a  Wichita (Kansas). Quan un amic els va convèncer que podien obrir el seu propi negoci, els dos germans van manllevar la seva mare prop de 600 dòlars per posar-lo en marxa al costat d'un soci capitalista, John Bender.
El restaurant va iniciar una agressiva campanya publicitària per donar-se a conèixer, i va tenir una ràpida acceptació a la seva ciutat. Convençuts que el seu negoci podia expandir-se a altres ciutats als Estats Units, els germans Carney contactar amb un arquitecte de Wichita, Richard D. Burke, perquè dissenyés els nous locals amb un sostre de teules vermelles i forma de gorra, amb el qual podien distingir-se de la competència. A mitjans dels anys 1960 van començar a obrir-se franquícies Pizza Hut, fins a arribar als 310 locals en 1969.
Al començament dels anys 1960 el negoci travessava problemes econòmics, derivats d'un creixement massa ràpid i una manca d'organització entre les diferents franquícies. En 1970 els germans Carney convertir Pizza Hut en una societat anònima, que va sortir a la Borsa de Nova York a 1972. Amb una millor organització entre locals i un fort creixement que els va portar a expandir-se a altres països, la cadena de restaurants va cridar l'atenció de la multinacional PepsiCo, que va comprar la companyia en 1977.
En 1997 PepsiCo va crear la subsidiària Tricon més tard coneguda com a Yum! Brands, que està a càrrec dels restaurants de Pizza Hut, KFC, Taco Bell i la cadena de restaurants A&W.

## Productes

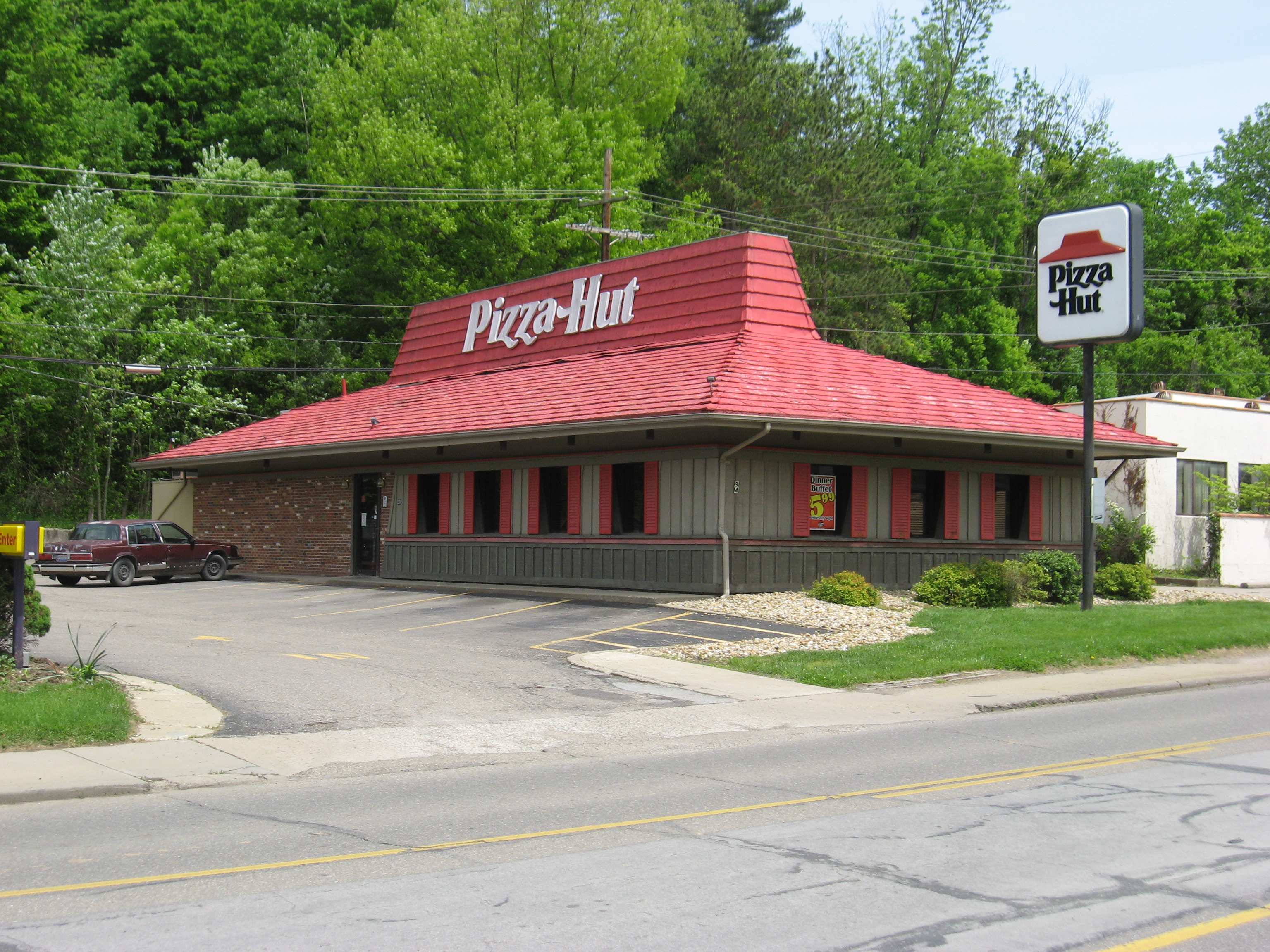
Establiment amb el sostre característic que reprodueix el barret vermell del logo de Pizza Hut a Athens (Ohio).

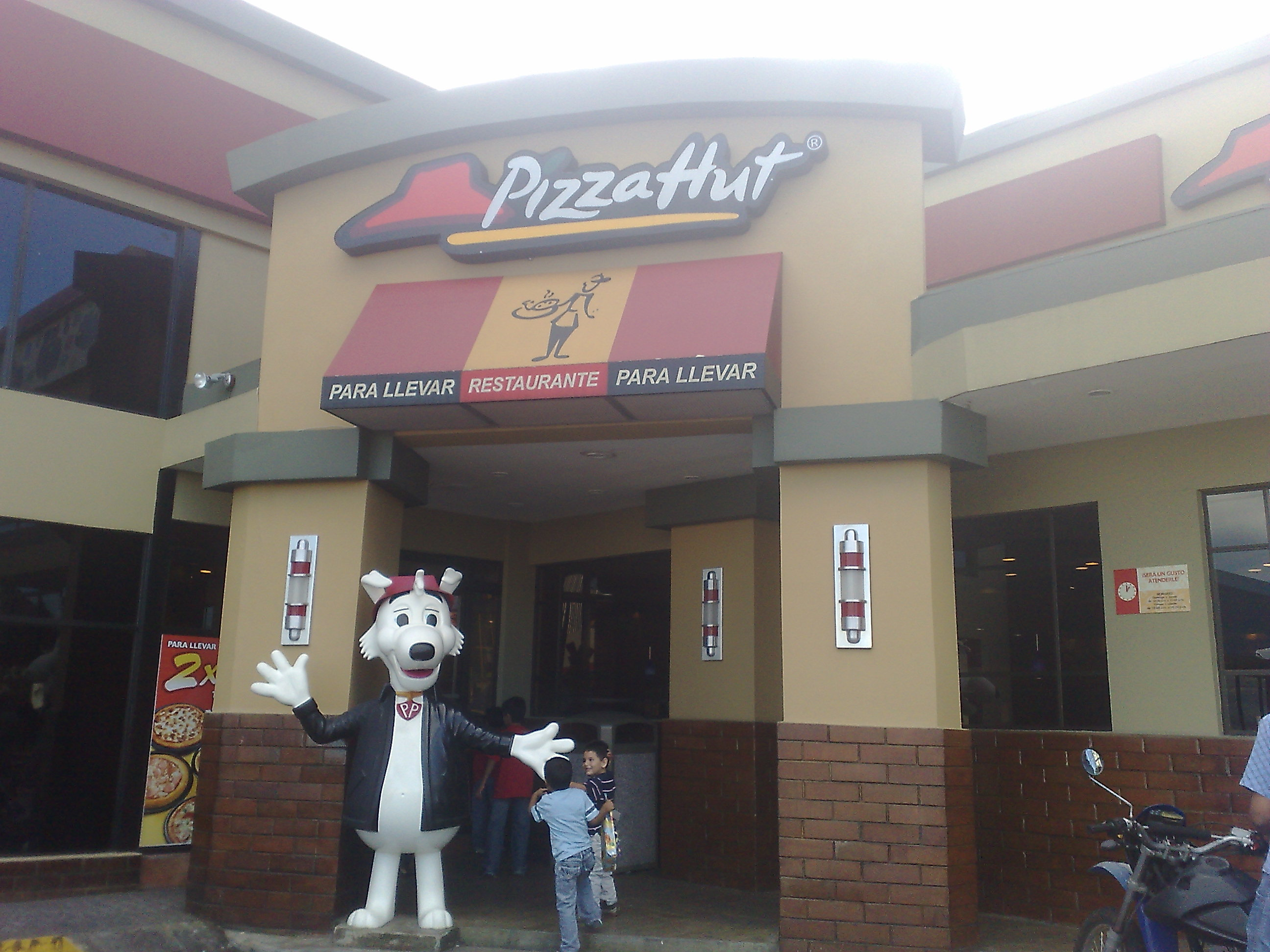
Establiment de Pizza Hut al Salvador.

Pizza Hut ven  pizzes a l'estil nord-americà, amb més formatge i una massa més gruixuda que una pizza a l'estil italià. Dins dels estils de pa s'ofereix també una massa fina (pa pizza), una massa amb les vores farcits de formatge, o diferents modalitats que només surten de tant en tant.
La marca sol provar molts productes amb freqüència i els que menys vendes tenen deixen de fabricar, com la versió de la calzone o una variant de la  pizza a l'estil de Chicago. Els sabors de Pizza Hut depenen del país on estigui establerta la franquícia, i a més s'ofereixen altres menjars com pa d'all, aletes de pollastre, fingers de mozzarella o lasanya. Des 2008, els restaurants als Estats Units venen també pasta italiana.